# Renzo Trisotti
Renzo Aldo Trisotti Martínez (Santiago de Chile, 15 de marzo de 1976) es un abogado y político chileno. Desde marzo de 2018 ejerce como diputado de la República por el distrito N.º 2, que comprende las comunas de Alto Hospicio, Camiña, Colchane, Huara, Iquique, Pica y Pozo Almonte de la región de Tarapacá. Entre 2014 y 2018 ejerció el mismo cargo por el distrito N.° 2. Anteriormente, en el primer gobierno de Sebastián Piñera, se desempeñó como Seremi de Justicia y luego de Desarrollo Social en la región de Tarapacá.

## Familia y estudios
Hijo del médico iquiqueño Ítalo Trisotti del Fierro y de la ingeniera comercial Gloria Martínez Lagos. Tiene 2 hermanos, Estefano, que es psicólogo, y Bruno, que es politólogo. Llegó a vivir a la ciudad de Iquique a los 10 meses de edad.
Realizó sus estudios básicos en el colegio Hispano Británico y los secundarios en el desaparecido American College, ambos de la ciudad de Iquique. Posteriormente ingresó a la Facultad de Derecho de la Universidad Diego Portales, titulándonse de abogado en 2001.
Está casado con María Angélica Irurita y tiene 4 hijos: Sofía, José Tomás, Antonia y Raffaela.
Trisotti es Católico practicante.

## Carrera política
Comenzó su carrera política en el programa "Jóvenes al Servicio de Chile" de la Fundación Jaime Guzmán, donde trabajó el año 2003 en la comuna de Putre, asistiendo judicialmente a las familias vulnerables de la etnia aimara en el Programa Jurídico de Asistencia Vecinal.[cita requerida] En el año 2004 se integró al equipo profesional que formó la primera Municipalidad de Alto Hospicio, junto al entonces alcalde Ramón Galleguillos, en la que trabajó por 5 años, desempeñándose como Director Jurídico, Secretario Municipal y Administrador Municipal.[cita requerida]
El 2008 fue elegido como uno de los 100 jóvenes líderes de Chile por la revista El Sábado del diario El Mercurio. Ese mismo año, fue elegido concejal de la Ilustre Municipalidad de Iquique, siendo el más joven de la historia de esa comuna en ocupar dicho cargo.[cita requerida]
En 2010, al asumir el gobierno del presidente Sebastián Piñera, se incorporó al gabinete regional liderado por la ex Intendenta y actual Senadora Luz Ebensperger al ser nombrado como Secretario Regional Ministerial (SEREMI) de Justicia, debiendo renunciar a su cargo como concejal de la comuna de Iquique. En junio de 2012 dejó la SEREMI de Justicia para asumir como SEREMI de Desarrollo Social, también por Tarapacá. Ese mismo año fue designado miembro (director) de la Junta Directiva de la Universidad Arturo Prat en representación del presidente de la República. En mayo de 2013, y con motivo de la oficialización de su candidatura a diputado, renunció a la SEREMI de Desarrollo Social.

### Diputado
En mayo de 2013, fue proclamado como candidato a diputado de la UDI por el distrito N.º 2, que comprende las comunas de Alto Hospicio, Camiña, Colchane, Huara, Iquique, Pica y Pozo Almonte de la región de Tarapacá para las elecciones parlamentarias de Chile, que se desarrollarían el 17 de noviembre de 2013, luego de vencer a Felipe Rojas Andrade, a través del mecanismo seleccionado por la Directiva Nacional del partido, que fueron encuestas telefónicas en el distrito.
En las elecciones parlamentarias de 2013, obtuvo un 25,77% de los votos, resultando electo diputado para el siguiente período legislativo por el periodo 2014-2018. Asumió el 11 de marzo de 2014, y fue integrante las comisiones permanentes de Zonas Extremas y Antártica Chilena y a la de Constitución, Legislación y Justicia.
En las elecciones parlamentarias de 2017, obtuvo la primera mayoría regional con un 22,3% de los votos, resultando electo diputado por el periodo 2018-2022. Asumió su segundo período el 11 de marzo de 2018.
Es integrante de las comisiones permanentes de Gobierno Interior y Regionalización; y de Cultura y de las Artes. Forma parte del Comité parlamentario de la UDI.

## Historial electoral

### Elecciones municipales de 2008
Elecciones municipales de 2008, Iquique
(Se consideran sólo los 8 candidatos más votados, de un total de 44 candidatos)

### Elecciones parlamentarias de 2013
- Elecciones parlamentarias de 2013 a Diputado por el distrito 2 (Alto Hospicio, Camiña, Colchane, Huara, Iquique, Pica y Pozo Almonte) [11]

### Elecciones parlamentarias de 2017
- Elecciones parlamentarias de 2017 a Diputado por el distrito 2 (Alto Hospicio, Camiña, Colchane, Huara, Iquique, Pica y Pozo Almonte)[12]

### Elecciones parlamentarias de 2021
- Elecciones parlamentarias de 2021 a Diputado por el distrito 2 (Alto Hospicio, Camiña, Colchane, Huara, Iquique, Pica y Pozo Almonte)[13]